# Gmina Przystajń
Die Gmina Przystajń ist eine Landgemeinde im Powiat Kłobucki der Woiwodschaft Schlesien in Polen. Ihr Sitz ist das gleichnamige Dorf mit etwa 2300 Einwohnern.

## Gliederung
Zur Landgemeinde Przystajń gehören 17 Ortschaften mit einem Schulzenamt:
Antonów
Bór Zajaciński
Brzeziny
Dąbrowa
Górki
Kamińsko
Kostrzyna
Kuźnica Nowa
Kuźnica Stara
Ługi-Radły
Mrówczak
Podłęże Szlacheckie
Przystajń
Siekierowizna
Stany
Wilcza Góra
Wrzosy
Weitere Orte der Gemeinde sind Bagna, Galińskie, Kluczno, Ługi, Michalinów, Mrówczak und Węzina.

## Politik

### Bürgermeister
An der Spitze der Verwaltung steht der Gemeindevorsteher. Seit 2014 ist dies Henryk Mach. Bei der turnusmäßigen Wahl im April 2024 kam es zu folgendem Ergebnis:
- Henryk Mach (Wahlkomitee „Gemeinsam können wir mehr erreichen – Koalition der Lokalverwaltungen“) 56,4 % der Stimmen
- Tomasz Izydorczyk (Wahlkomitee „Auf der Wacht für die Gemeinde“) 29,5 % der Stimmen
- Remigiusz Wręczycki (TD) 14,1 % der Stimmen

Damit wurde Amtsinhaber Mach bereits im ersten Wahlgang wiedergewählt.
Bei der turnusmäßigen Wahl im Oktober 2018 wurde Amtsinhaber Henryk Mach vom Wahlkomitee „Koalition der Lokalverwaltungen“ ohne Gegenkandidaten mit 87,8 % der Stimmen wiedergewählt.

### Gemeinderat
Der Gemeinderat von Przystajń besteht aus 15 Mitgliedern, die in Einzelwahlkreisen gewählt werden. Die Wahl 2024 führte zu folgendem Ergebnis:
- Wahlkomitee „Gemeinsam können wir mehr erreichen – Koalition der Lokalverwaltungen“ 35,3 % der Stimmen, 7 Sitze
- Wahlkomitee „Auf der Wacht für die Gemeinde“ 33,0 % der Stimmen, 5 Sitze
- Trzecia Droga (TD) 31,8 % der Stimmen, 3 Sitze

Die Wahl 2018 führte zu folgendem Ergebnis:
- Wahlkomitee „Koalition der Lokalverwaltungen“ 51,8 % der Stimmen, 10 Sitze
- Polskie Stronnictwo Ludowe (PSL) 39,5 % der Stimmen, 4 Sitze
- Prawo i Sprawiedliwość (PiS) 6,9 % der Stimmen, kein Sitz
- Wahlkomitee Marek Zabawa 1,8 % der Stimmen, 1 Sitz

## Söhne und Töchter der Gemeinde
- Jerzy Tomziński (1918–2021), Geistlicher; geboren in Przystajń.